# Olallamys
Olallamys är ett släkte av däggdjur. Olallamys ingår i familjen lansråttor. Dessa gnagare lever i norra Sydamerika i Colombia och Venezuela. Släktet fick ursprungligen av Albert Günther det vetenskapliga namnet Thrinacodus men 1988 upptäcktes att namnet redan var upptagen av en haj och så fick släktet ett annat namn.
Släktnamnet är bildat av efternamnet Olalla, från Carlos Olalla som var en djurhandlare, samt av det grekiska ordet mys (mus).
Arterna når en kroppslängd (huvud och bål) av 18 till 24 cm och en svanslängd av 25 till 35 cm. Pälsen har på ovansidan en röd- eller gulbrun färg och buken är vitaktig, ibland med gul skugga. Olallamys har mjuk päls och inga taggar i motsats till flera andra lansråttor. Även svansen är täckt med päls och hos Olallamys albicauda är största delen av svansen vit. Vid fram- och bakfötter är den tredje och fjärde tån något förlängd.
Olallamys lever i bergstrakter, vanligen mellan 2000 och 3200 meter över havet. För Olallamys edax är känt att den klättrar i växtligheten och att den är aktiv på natten. Arterna vistas vanligen i skogens undervegetation som ofta bildas av bambu. Olallamys albicauda jagas bland annat av krabbätarräven.
Arter enligt Catalogue of Life och Wilson & Reeder (2005):
- Olallamys albicauda
- Olallamys edax

Båda arter listas av IUCN med kunskapsbrist (DD).